# Fanqie
Cette page contient des caractères spéciaux ou non latins. S’ils s’affichent mal (▯, ?, etc.), consultez la page d’aide Unicode.

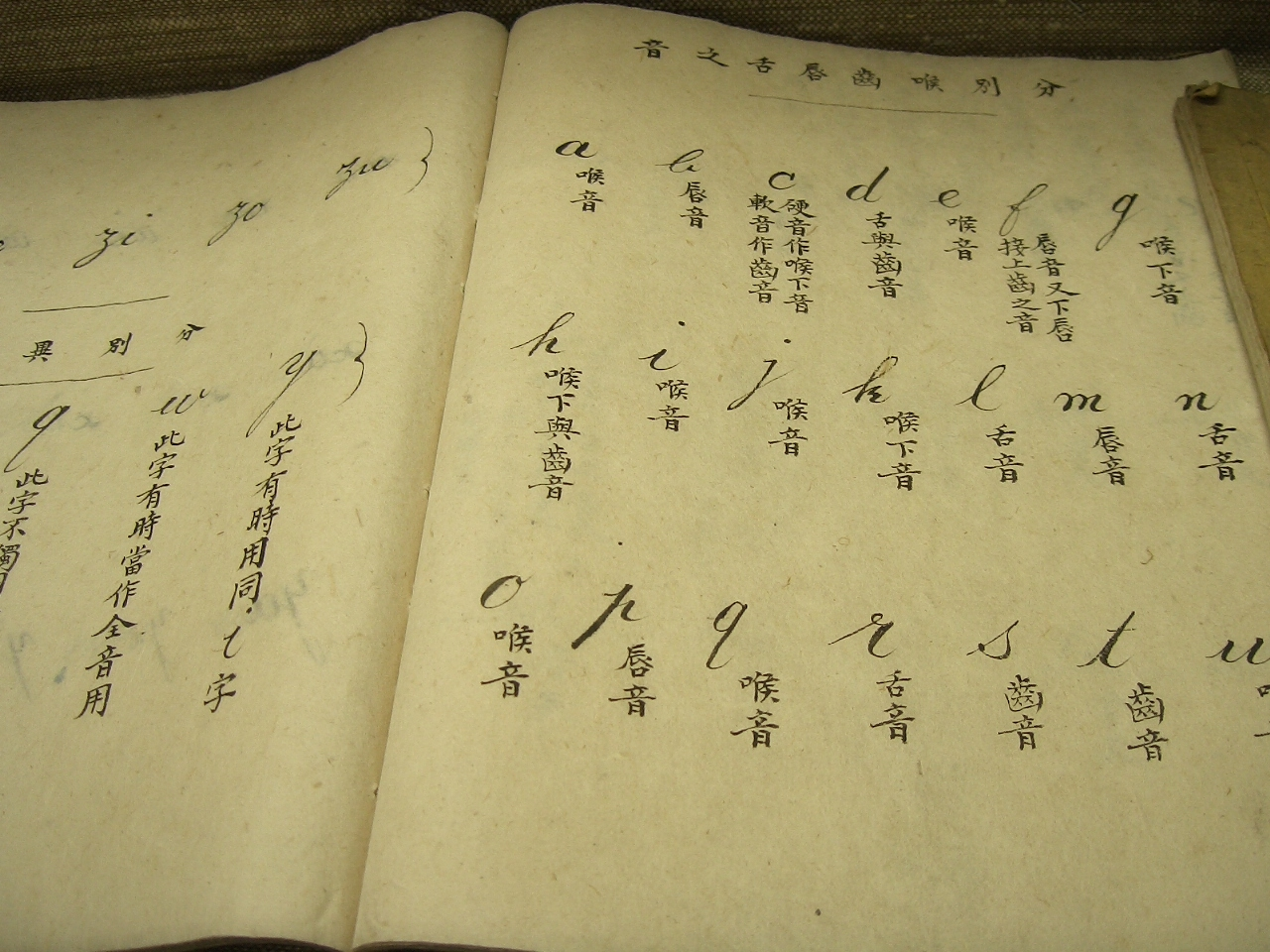
Livre ayant appartenu à l'empereur Puyi, indiquant la prononciation de l'alphabet anglais à l'aide du système du fǎnqiè.

Le système du fǎnqiè (反切) est une manière d'indiquer la prononciation des sinogrammes propre à la grammaire chinoise traditionnelle. C'est donc une ancienne méthode de transcription phonétique.
Son fonctionnement s'appuie sur un découpage non pas en phonèmes mais en constituants de la syllabe. En effet, les langues chinoises sont isolantes et monosyllabiques, ce qui signifie que la plus petite unité de son et de sens de langue chinoise est nécessairement une syllabe (on peut comparer avec le français mange ~ mangé : où la présence d'un suffixe /e/, qui ne constitue qu'un phonème, suffit à apporter une information grammaticale différente). De plus, les phonèmes chinois s'articulent dans la syllabe en suivant des règles de position bien précises : ainsi, certains phonèmes ou groupes de phonèmes ne peuvent se rencontrer qu'en attaque, d'autres que dans le noyau syllabique, d'autres enfin ne se rencontrant que dans la coda de la syllabe. En français, au contraire, les phonèmes peuvent virtuellement se trouver dans n'importe quel fragment de la syllabe, comme le montre le triplet suivant : sourd /suʁ/, rousse /ʁus/, ours /uʁs/.
Pour ces raisons, les grammairiens chinois ont opéré avec la méthode fǎnqiè un découpage syllabique des constituants phonologiques de leur langue, en les ramenant à deux éléments : l'initiale (聲母 shēngmǔ) et la finale (韻母 yùnmǔ ; on parle aussi pour cette dernière de « rime »). Avec cette méthode, chacun de ces deux éléments est représenté par un sinogramme de même initiale ou de même rime (ce qui implique le respect du ton, les rimes du caractère transcrit et celles du caractère de transcription devant être rigoureusement identiques). Par exemple, le sinogramme 東 dōng est représenté par le trigramme 德紅切, dont le troisième élément 切, signale simplement une lecture fǎnqiè. Le premier de ces caractères se lit aujourd'hui dé et le second hóng . On lit alors d[-é] + [h-]óng → dóng. Ainsi, les listes de fǎnqiè constituaient à proprement parler des dictionnaires de rimes dont l'existence a permis, entre autres, la phonétique historique d'une langue sans écriture phonétique claire.
Néanmoins, il ne faut pas perdre de vue que, cette méthode ayant été inventée pour le chinois médiéval et non le chinois contemporain, elle ne donne pas toujours les résultats qu'on attendrait pour décrire la langue standard actuellement parlée et enseignée en République populaire de Chine ou en République de Chine. Ainsi, dans l'exemple précédent, le caractère 東 n'est en fait pas prononcé dóng mais dōng, ce qui n'est pas dû à une erreur ou une imprécision de la méthode fǎnqiè, mais à l'évolution phonétique de la langue. Ces écarts entre les équivalences fournies par les dictionnaires de rimes et la prononciation actuelle concernent également les autres langues chinoises, et sont d'ailleurs particulièrement importants au nord de la zone sinophone (domaine, par exemple, du mandarin), les langues du sud (comme le cantonais ou le hakka) ayant connu des innovations phonétiques moins importantes. Il est donc préférable aujourd'hui de transcrire les fǎnqiè au moyen d'un système notant les phonèmes de l'époque et non les phonèmes actuels. Par exemple, William Baxter transcrit 紅 huwng et 東 tuwng ; Sergueï Starostine, quant à lui, retranscrit 紅 ɣuŋ et 東 tuŋ. Cette méthode cherche donc non seulement à rendre sa cohérence au fǎnqiè, mais aussi plus largement à recréer la phonétique de la langue chinoise ancienne, ce qui est un enjeu important en linguistique comparative, notamment dans l'étude de la possible famille de langues sino-tibétaine.